# Virgil Donati
Virgil Donati (22 de octubre de 1958) es un músico australiano, ampliamente considerado como uno de los bateristas técnicamente más avanzados de todos los tiempos. Ha grabado varias clínicas de baterías en VHS y DVD. Ha estado numerosas veces en Montreal en el festival de bateristas. 
Nació en Melbourne Australia, y a la edad de 3 años sus padres vieron en él un interés por la música muy particular (dado que su papá era músico), por esto Virgil tuvo su primera batería.
Su primera banda se llamó "Taste" y la formó a los 15 años. Esto le dio experiencia en estudio ya que grabaron un par de demos aparentemente. A partir de los 16 años se dedicó pura y exclusivamente al arte de la música. A los 19 años viaja a EE. UU a estudiar batería y clases de composición, para volver a la edad de 21 años a Australia y desde ahí en adelante tocó con gente en el área del Jazz, Rock y Pop. 
Entre los años '80 y '90 fue inclinándose más para el género de la música progresiva, formando bandas como Loose Change. 
Hoy en día ya es un músico conocido y muy respetado. Tocó con artistas como Steve Vai, Tribal Tech, Frank Gambale, Allan Holdsworth, Derek Sherinian, Mick Jagger, Joss Stone.

## On the Virg
En 1999, Donati fundó la banda On the Virg y lanzó el instrumental y complejo álbum Serious Young Insects, disco fundamental en la música instrumental que ha influenciado altamente a muchos bateristas alrededor del mundo. El álbum fue realizado en Melbourne, Australia, a través de Vorticity Music. Colaboró con los músicos Phil Turcio, Simon Hosford, Evripides Evripidou. Mientras los artistas invitados fueron T.J Helmerich, el bajista Ric Fierrabracci y el virtuoso guitarrista Brett Garsed.
Virgil Donati comento con respecto a su proyecto:
"Yo había estado tocando con On The Virg muchos años antes de mudarme a los Estados Unidos. Y pensé que sería una vergüenza no poder grabar la banda para la posteridad. 
En una de mis visitas de regreso, "Vorticity (Records)" aprovechó para hacerme una oferta para grabar. Y entonces nosotros finalmente fuimos adelante con esto durante 2 años, después de que me mude a Estados Unidos.
Lógicamente esto era un problema, porque la mayoría de los chicos estaban en Australia. Entonces ellos grabaron sus partes sobre una guía programada de batería. Los ADAT (Alesis Digital Audio Tape) me fueron enviados, y fueron transformados en 24 tracks digitales. La batería fue grabada en Los Ángeles. TJ Helmerich grabó las baterías y mixeo el álbum.
En ese tiempo yo use un kit Premier Genista con un Brady Snare (14X8 Block Jarrah). Yo estaba feliz con el resultado de la grabación. Esta fue la primera vez que yo toque música progresiva con la libertad que quería."

## Derek Sherinian
En 1999 Virgil Donati fue contratado por el Ex-Tecladista de Dream Theater, Derek Sherinian. No fue solicitado solo como baterista sino como Coescritor, con fin de realizar el álbum debut de Derek Sherinian, titulado "Planet X". Contaron con el guitarrista Brett Garsed, y el conocido bajista Tony Franklin, con los que seguirán colaborando a lo largo de los años en diferentes oportunidades. Si bien Virgil Donati contribuyó ideas para la composición del álbum realizando un trabajo magnífico, se destacó la canción "Space Martini", la cual posteriormente en el año 2005 fue incluida en el álbum Drum Nation Volume 2, el cual recopila piezas virtuosas e infaltables de grandes bateristas/compositores, como Terry Bozzio, Simon Phillips y Dennis Chambers.

## Planet X
La colaboración con Derek Sherinian se transformó en la banda Planet X, que realizaron junto al mundialmente virtuoso y aclamado guitarrista Tony MacAlpine, así mismo colaborando con el respetado bajista Tom Kennedy para su disco debut. Mayormente junto a Derek Sherinian han publicado tres álbumes de estudio. 
Universe en el año 2000, la cual contiene piezas complejas como "King of the universe", o canciones menos progresivas y comerciales como "Europa". Virgil Donati compuso enteramente la canción "Dog Boots", la cual hasta hoy en día es una obra que influencia y sorprende a muchos bateristas en el mundo, destacándose el uso prolijo del doble bombo.
En 2002 se presentó junto a sus compañeros en "The Corner", situado en Melbourne. Esa misma noche grabaron su primer álbum en vivo titulado "Live from Oz", contaron con el bajista Dave LaRue.
Posteriormente en el mismo año lanzaron Moonbabies, el cual fue producido por el virtuoso baterista Simon Phillips, al cual Virgil Donati admira mucho. Virgil Donati compuso 6 canciones del álbum; se destacan altamente "Ground Zero", que fue inspirada en el 11 de septiembre, día del atentado terrorista a las Torres Gemelas, y en la que Simon Phillips aporto ideas. Se destaca la canción "Ignotus Per Ignotium" por la complejidad de la pieza. 
Quantum se lanzó en 2007, toda la música del álbum fue compuesta por Virgil Donati, excepto "Space Foam" (Derek Sherinian, Rufus Philpot). El guitarrista Allan Holdsworth había sido originalmente contratado para figurar en la mayoría de las canciones, pero al final no pudieron terminar el proyecto al borrarse accidentalmente el material grabado. Como resultado, sus solos de synthtaxe y guitarra permanecen únicamente en "Desert Girl" y "The Thinking Stone". Brett Garsed es el guitarrista principal del álbum. 
El baterista Mike Mangini clasificó el álbum "Quantum" como uno de los más influyentes de batería para el.

## Ring of Fire
Entre los años 2001 y 2004, Virgil Donati participó junto a Tony MacAlpine en un proyecto fundado por el virtuoso tecladista Vitalij Kuprij, nombrado Ring of fire. En el mismo estuvo Philip Bynoe, bajista ganador del Grammy-award y el vocalista Mark Boals. Junto realizaron tres álbumes de estudio: The Oracle (Avalon, 2001). Dreamtower (Frontiers Records, 2002). Lapse of Reality (King Records, 2004). La banda grabó un DVD en vivo titulado Burning Live in Tokyo (Frontiers/Marquee, 2002).

## Clínico
En 2004, fue elegido como el baterista clínico N°1 del año por los lectores de la revista popular de batería "Modern Drummer". Virgil es conocido por tener una vida dedicada a la música.

## Seven the Hardway
Durante el año 2009 Virgil siguió colaborando junto a Tony MacAlpine. Convocaron a la guitarrista argentina Stefanía Daniel, y formaron la banda "Seven the Hardway". En la misma nuevamente apareció Mark Boals en las voces, así como el bajista Doug Shreeve. El álbum debut fue homónimo, se publicó en agosto de 2010, y fue mezclado por el mundialmente reconocido Roy Z, quien participó no solo como productor sino como guitarrista a lo largo de muchos años con artistas como Bruce Dickinson y Rob Halford. El álbum fue masterizado por Maor Appelbaum.

## Audición en Dream Theater
En octubre de 2010 audicionó para integrar la banda Dream Theater luego de la salida de Mike Portnoy, pero no salió seleccionado. 

## Kiko Loureiro
Colaboró con el guitarrista brasileño Kiko Loureiro Ex-Angra y Megadeth, para su álbum solista Sounds of Innocence el cual fue lanzado en 2012. Virgil realizó un aporte excelente apareciendo en todas las canciones del álbum.

## In this life
En el año 2013 Virgil Donati escribió y lanzó In this life, como un álbum bajo su propio nombre. Es una obra de metal/fusión instrumental desafiante, llena de acordes oscuros, con cambios complejos de tiempo y melodías que dan la sensación de estar flotando en el espacio. El álbum mismo empuja los límites de la capacidad humana por lo que el propio Virgil Donati ha demostrado ser capaz de hacer.

## Equipamiento
Virgil Donati utiliza baterías DW, platillos Sabian, cuerpos Remo y baquetas Vater. Usó y colaboró con la conocida marca Pearl durante 20 años, y luego firmó contrato con DW drums. 
-Bass drum: 22x18
-Toms: 10x9, 12x9, 14x12
-Floor Toms: 16x16, 18x16
-Snares: 14x5, 10x4 (Sopranino)
-Vater Virgil Donati's Assault sticks
-Signature Urban Boards Virgil Donati drumming shoes (Brazil)

## Discografía

### Solo
- Stretch (1995, Musos Publications)
- Just Add Water (1997, Thunder Drum Records)
- Serious Young Insects (On The Virg band) (1999, Vorcity Music)
- Made In Australia (Gambale, Donati, Fierabracci) (2007, Wombat Records)
- In This Life (2013)

### Con Planet X
- Universe (2000, InsideOut Music)
- Live from Oz (2002, InsideOut Music)
- MoonBabies (2002, InsideOut Music)
- Quantum (2007, InsideOut Music)

### Con Ring of Fire
- The Oracle (2001, Avalon Records)
- Burning Live Tokyo (2002, Frontiers, Marquee)
- Dreamtower (2002, Frontiers)
- Lapse of Reality (2004, King Records)

### Con Southern Sons
- Southern Sons (1990, RCA)
- Nothing But the Truth (1992, RCA)
- Zone (1995, RCA)

### Otros
- Derek Sherinian - Planet X (1999, Magna Carta)
- Ivan Grand Solberg, Golden State Mariachi Ministry - Lie Detector For Upgraded Strings And Orchestra (1999, Grand Fusion Science)
- Mark Boals - Ring of Fire (2000, Frontiers)
- Steve Walsh - Glossolalia (2000, Magna Carta)
- Uncle Moe's Space Ranch - Uncle Moe's Space Ranch (2001, Tone Center)
- Mark Boals - Edge of the World (2002, Frontiers)
- Erik Norlander - Music Machine (2003, Think Tank Media)
- Freakhouse - Beautiful Misery (2003, Reality Entertainment)
- Bunny Brunel's L.A. Zoo - Revisited (2004, Mascot Records)
- Dave Weiner - Shove the Sun Aside (2005, Favored Nations)
- Sir Millard Mulch - How to Sell the F#@!ing Universe to Everybody Once and for All - Hemisphere III: Hermes (2005, Mimicry Records)
- Soul SirkUS - World Play (2005, Frontiers Records)
- Uncle Moe's Space Ranch - Moe's Town (2007, Tone Center)
- Alex Argento -  EGO  (2007)
- Devil's Slingshot - Clinophobia (2007, Mascot Records)
- CAB - Theatre de Marionnettes (2009, Brunel Music)
- Derek Sherinian - Molecular Heinosity (2009, InsideOut Music)
- Seven the Hardway - Seven the Hardway (2010, Mascot Records)
- Tony MacAlpine - Tony MacAlpine (2011, FN Entertainment)
- Daniel Piquê - OLDBOY (websingle) (2013, Ultra Violence)
- Kiko Loureiro - Sounds of Innocence(2012, Victor Entertainment)
- Lalu - Atomic Ark (2013, Sensory Records)
- synecron - Nathan Frost [2013, Nathan Frost][1]
- Semantic Saturation - Solipsistic (2013, Self-released)

## Videografía
- Virgil Donati: Live in Stockholm
- Visit Virgil's Online Store Archivado el 5 de diciembre de 2006 en Wayback Machine.
- Virgil's Educational Lessons on isYOURteacher Archivado el 27 de agosto de 2016 en Wayback Machine.